# Dwór w Niedźwiedziu

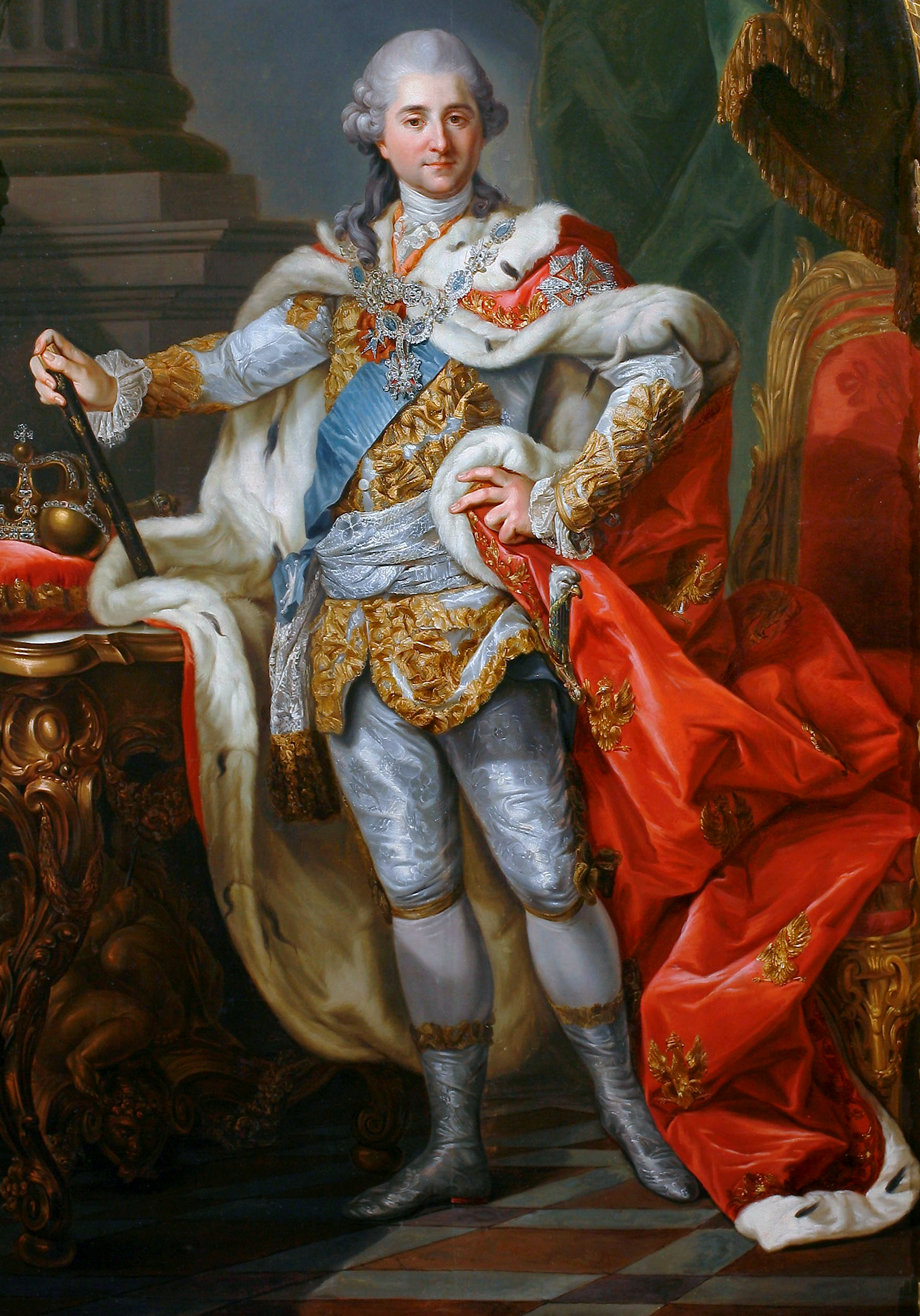
Portret Stanisława Augusta Poniatowskiego w stroju koronacyjnym

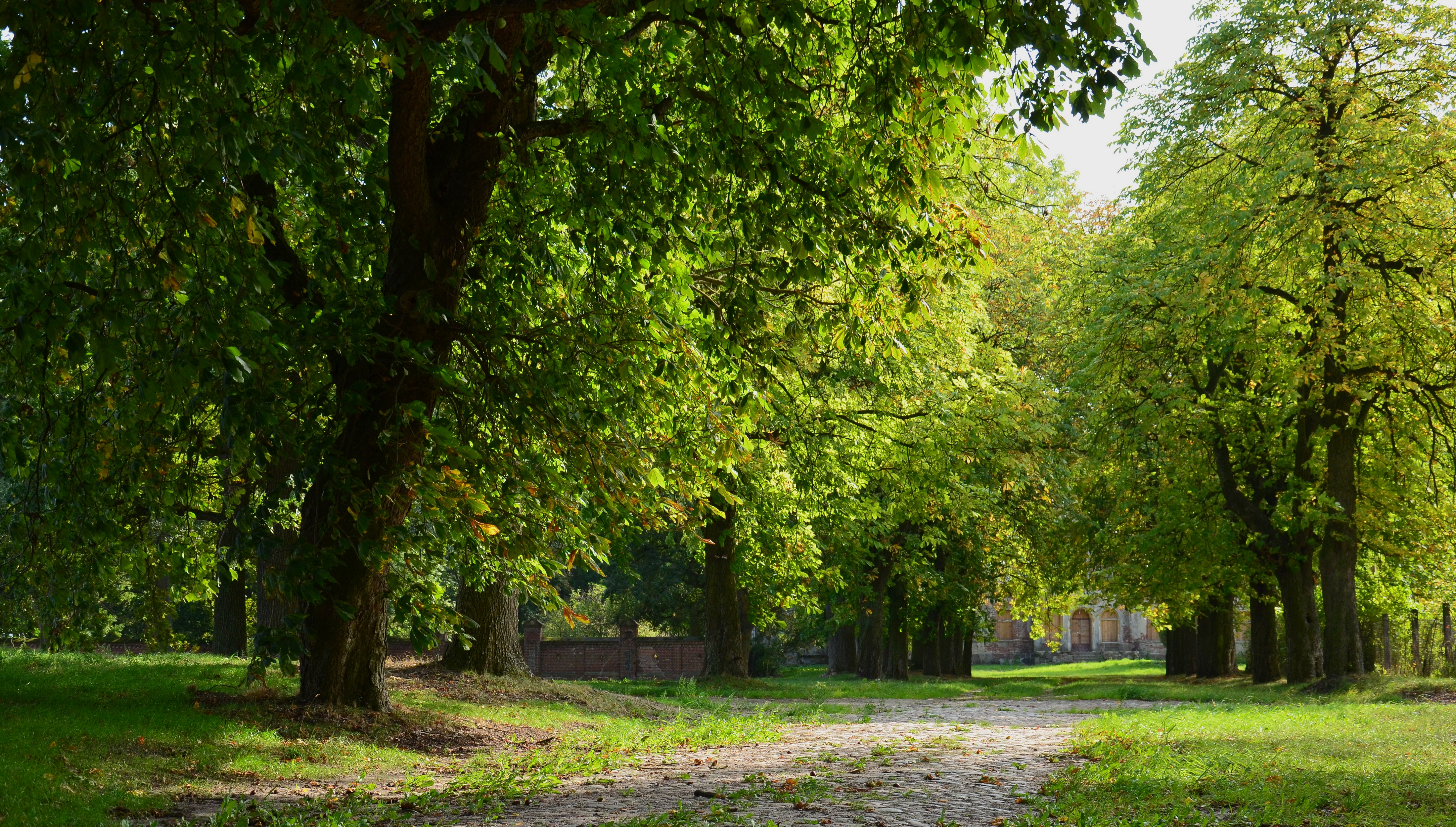
Aleja kasztanowcowa

Dwór w Niedźwiedziu – dziewiętnastowieczne założenie dworsko-parkowe położone we wsi Niedźwiedź, w województwie kujawsko-pomorskim.

## Historia
Inicjatorem budowy obecnego dworu był Jan Kucharski, dziedzic Niedźwiedzia. Od 1882 obiekt był w rękach Zofii Mieczkowskiej z domu Kucharskiej herbu Prawdzic i jej męża Józefa Mieczkowskiego herbu Zagłoba. Rodzina mieszkała we dworze do 1939, po II wojnie światowej majątek został upaństwowiony, Wacław Mieczkowski pozostał w swym domu do śmierci. Jan Kucharki, oraz Józef i Wacław Mieczkowscy byli miłośnikami archeologii i mecenasami sztuki, tworząc w dworze jedno z bogatszych muzeów artystycznych na ziemi chełmińskiej. Zbiory gromadzone były w 12 salach, gromadzących militaria, meble orientalne, angielskie, holenderskie, francuskie, kolekcję porcelany, malarstwo włoskie i polskie. W zbrojowni dworu znajdowało się 6 zbroi, 2 husarskie. Jednym z ciekawszych nabytków Wacława Mieczkowskiego był zbiór należący poprzednio do arcyksięcia Jana Salwatora (Johann Orth). Na wystawie poświęconej Tadeuszowi Kościuszce zorganizowanej w Poznaniu w 1917 r. znajdowało się 30 przedmiotów wypożyczonych z kolekcji Wacława Mieczkowskiego. 
W okresie przedwojennym Wacław Mieczkowski udostępniał muzealne sale wycieczkom. Jego działalność została w pewnym sensie doceniona w czasie ostatniej wojny kiedy to majątek Niedźwiedź, wraz z muzeum, znalazł się na liście konfiskat. Wówczas w kenkarcie, wbrew germanizacyjnym instrukcjom, zapisano Polak, właściciel dóbr rycerskich, Pole Rittergutsbezitzer, a właścicielowi pozwolono pozostać we dworze.
Zbiory niedźwiedzkie były wielokrotnie opisywane oraz katalogowane, część zbiorów pochodziła ze zbiorów z Ciborza, min. kolekcja starej broni oraz zbiór archeologiczny uporządkowany przez Józefa Mieczkowskiego. Kolekcja powiększona została przez dzieła sztuki wniesione przez żonę Wacława, Władysławę Działowską z Działowa. Orłowicz w przewodniku po województwie pomorskim stwierdził, że Niedźwiedź to jedne z nielicznych dóbr, które utrzymały się w polskich rękach. Jak stwierdza Zbigniew Mieczkowski z Dzierżanowa: "Zbiory powstały w zaborze pruskim za czasów Bismarcka! Swym bogactwem miśnieńskiej porcelany, orężem wiedeńskiej potrzeby i innymi polonikami pobudzały i utrwalały uczucia narodowe, a swym działem archeologicznym dawały świadectwo prawdzie, dokumentując naukowo historię tych ziem prasłowiańskich. Tam, gdzie cenzura wykreślała polskie słowo, walczył na swój sposób stryj Wacław, otwierając dla szkolnych wycieczek muzealne sale".
Do 1986 w majątku mieścił się PGR. W 1992 r. formalnym właścicielem dworu stała się Agencja Własności Rolnej Skarbu Państwa.

## Architektura
Dwór został wybudowany w stylu neorenesansowym. Główny korpus obiektu jest parterowy, z ryzalitem od strony ogrodu i wejściem głównym przez ganek z ozdobną balustradą. Zewnętrznie jest skromnie zdobiony pilastrami, łukowymi obramowaniami okiem oraz rzeźbami w kształcie niedźwiedzich głów. Dwór posiada dwa pawilony od strony wschodniej i zachodniej oraz połączoną z dworem parterowym łącznikiem oficynę przeznaczoną na dworską kuchnię, dobudowaną w końcu XIX stulecia. Oficyna ta posiadała pierwotnie neogotycką strzelistą wieżyczkę, niezachowaną do naszych czasów. Całość otaczał park.

## Zbiory muzealne
W pałacu Wacław Mieczkowski zgromadził ogromne prywatne muzeum, jednym z najbardziej cennych i pobudzających wyobraźnię eksponatów był różaniec królowej św. Jadwigi Andegaweńskiej z XIV w. Ponadto znajdowały się w nim m.in.:
- Zraniona nimfa, rzeźba Georga Eberleina
- szkice Jana Matejki
- Portret Stanisława Augusta Poniatowskiego w stroju koronacyjnym Marcello Baciarellego
- obrazy Kossaka, Suchodolskiego
- tabakiera Tadeusza Kościuszki
- szabla Jana III Sobieskiego
- łóżko Napoleona I
- zbroja króla Serbii Milana I
- zastawa porcelanowa księcia Józefa Poniatowskiego

## Park dworski
Otaczający dwór park i ogród składał się z kilku założeń ogrodowych: parku angielskiego ze stawem, ogrodu typu francuskiego, rosarium, kasztanowej alei prowadzącej do dworu oraz parku imitującego naturalny las. W pobliżu dworu znajdował się również ogród warzywny i sad. 

## Galeria

Herb Zagłoba
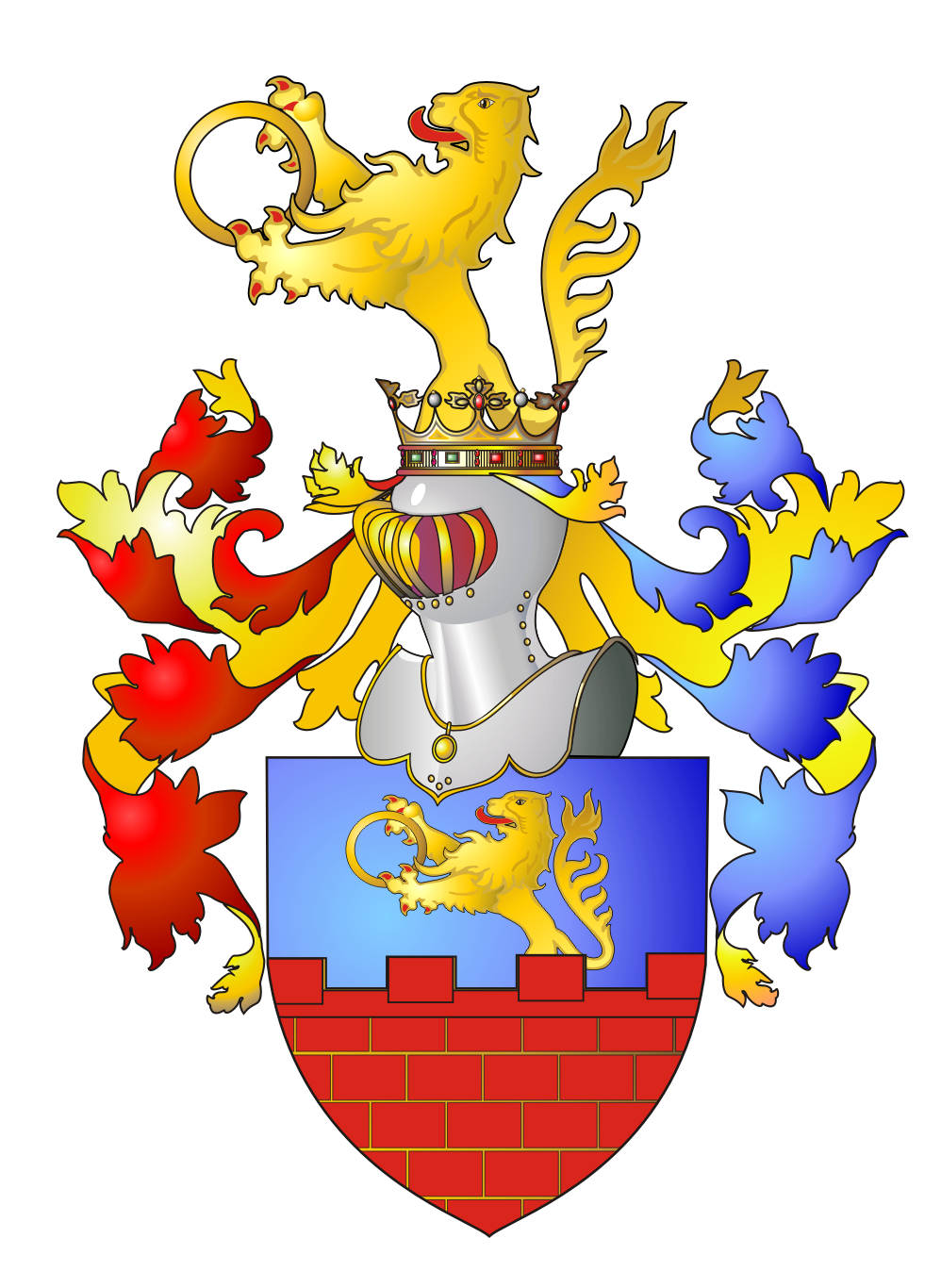
Herb Prawdzic
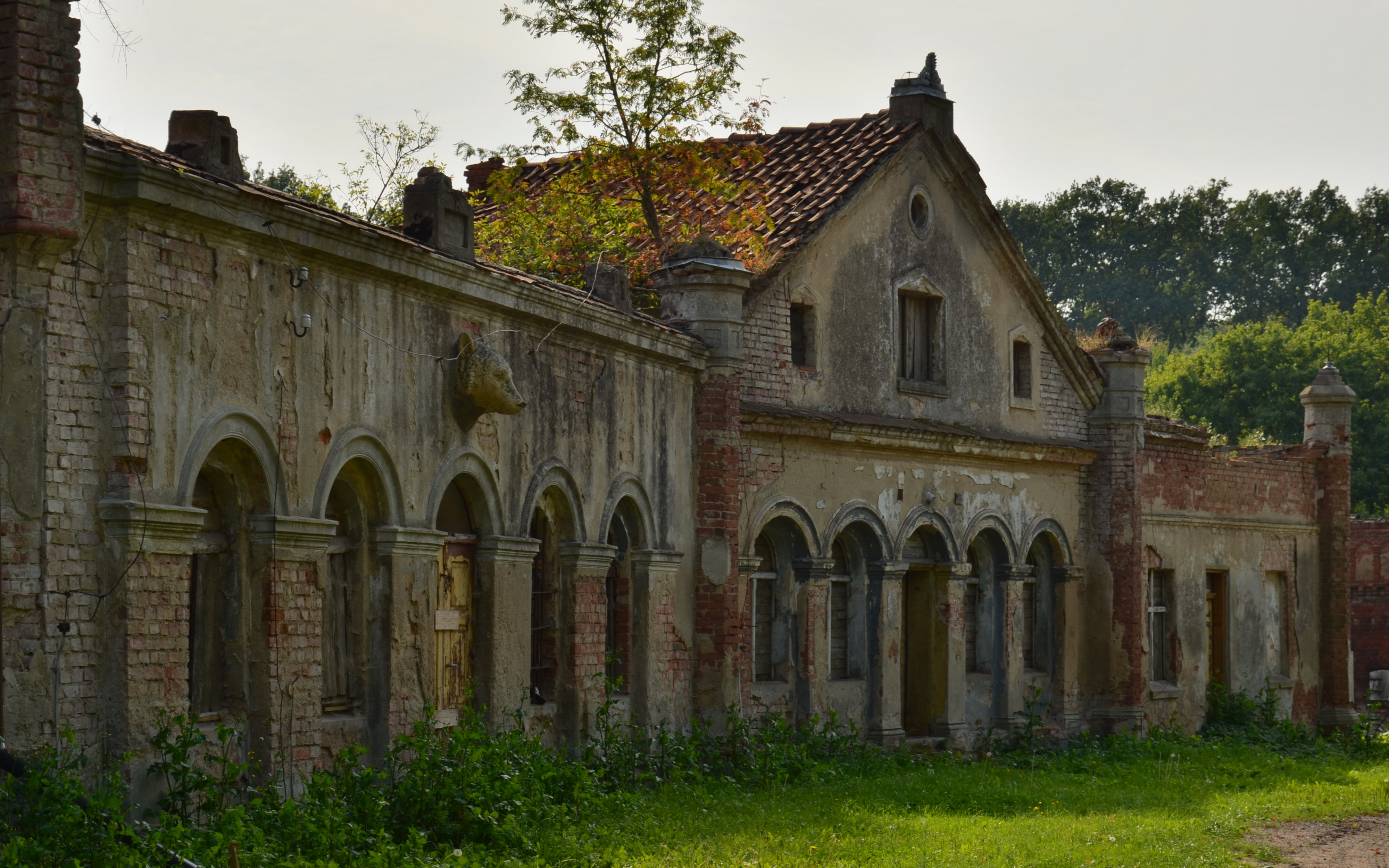
Oficyna
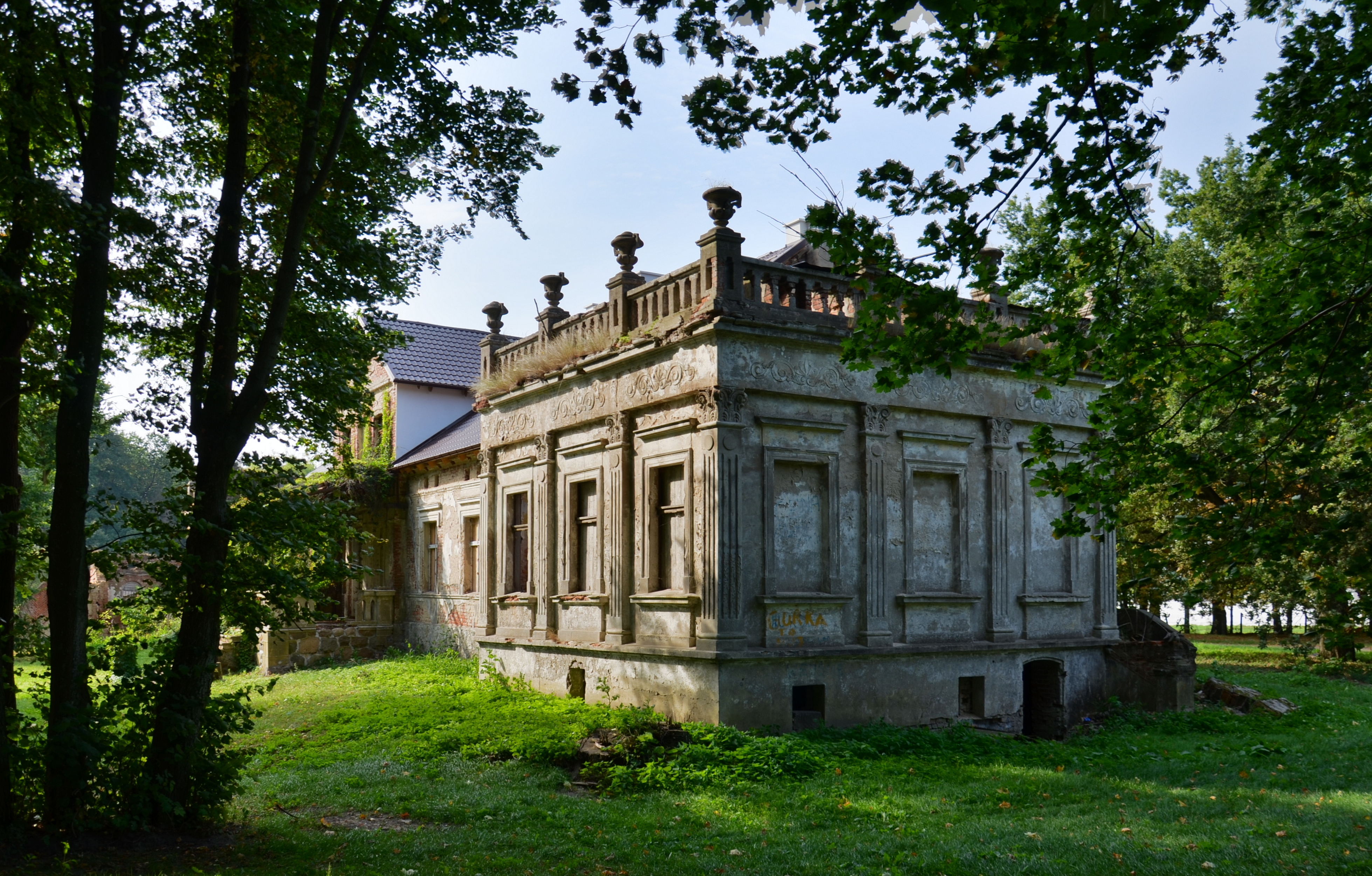
Pawilon wschodni
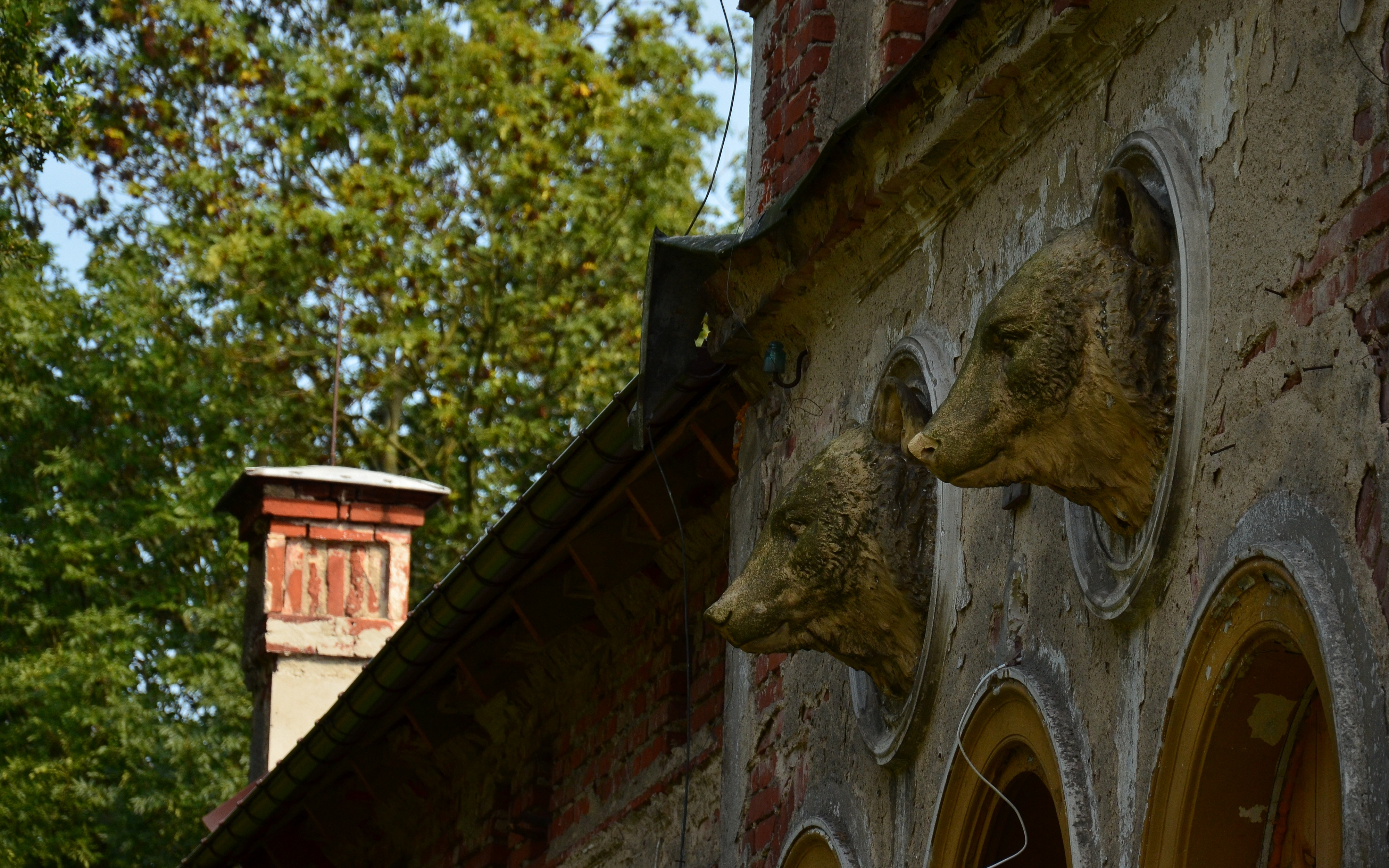
Głowy niedźwiedzi nad wejściem
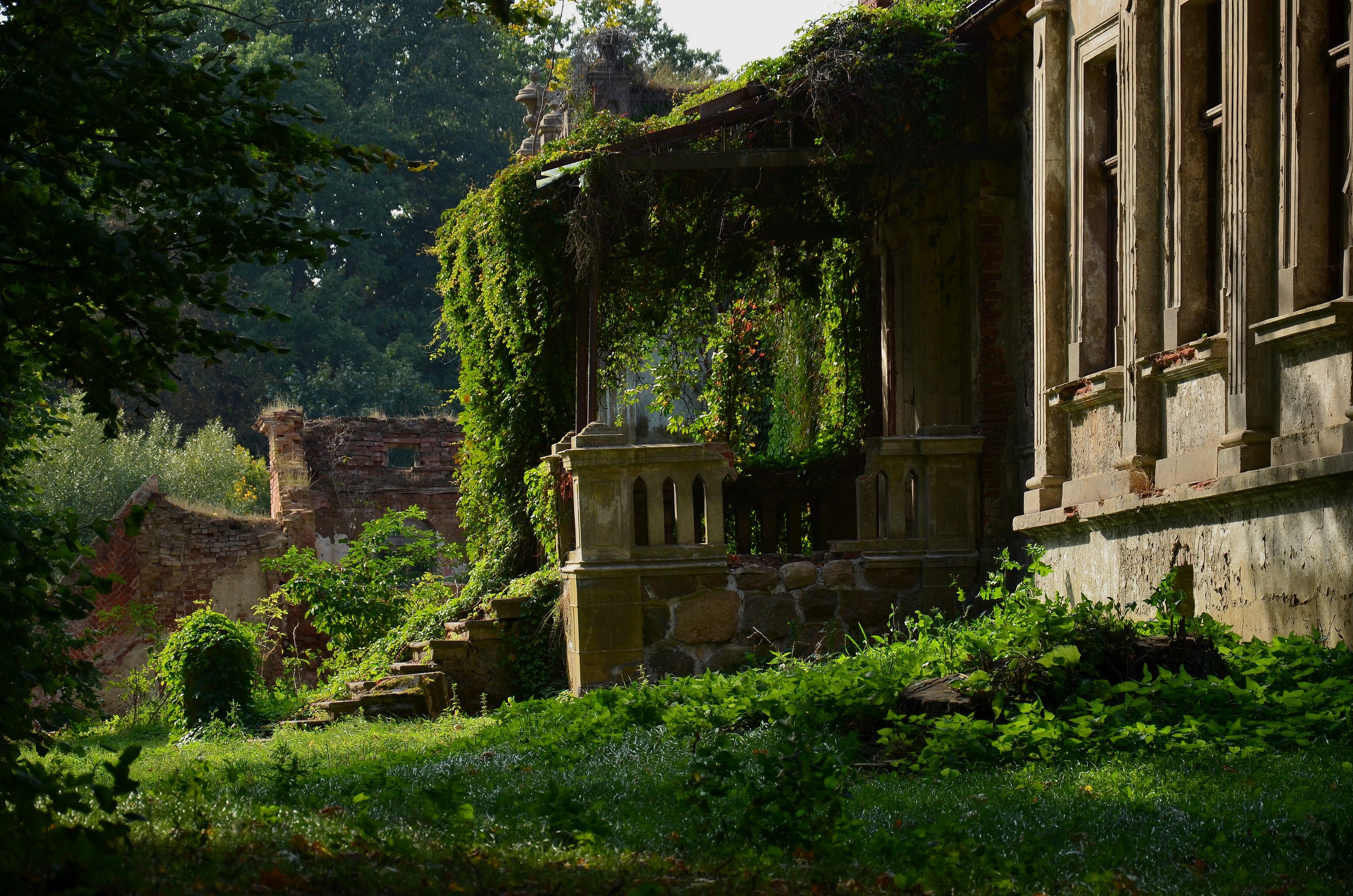
Ryzalit od strony parku